# 中野会
中野会（なかのかい）は、日本の大阪市天王寺区に本拠を置いて2005年まで活動した暴力団。かつては神戸市に本部を置き、四代目山口組の三次団体から五代目山口組の二次団体となったが、1997年に絶縁処分を受け独立。やがて暴力団対策法に基づく指定暴力団となるも、2005年に解散。

## 歴史
1996年7月に会長の中野太郎が行きつけの理髪店で会津小鉄系組員に銃撃される事件が起きた。当時、山口組若頭であった宅見組組長宅見勝の仲介で手打ちが行われた。 
1997年8月に神戸市中央区の新神戸オリエンタルホテルにて宅見を襲撃し、宅見を射殺する宅見若頭射殺事件が発生。その際に一般人に流れ弾が当たり、後に死亡したことから、本家の山口組から同年9月に絶縁とされるも、これを不服とし、解散せずに独立した。宅見組などによる暗殺部隊により、1999年9月にナンバー3の若頭・山下重夫が、2002年4月にはナンバー2の副会長・弘田憲二が射殺された。
そして、2005年8月7日に解散届を大阪府警に提出。
その後、中野太郎は故郷の大分県で療養していたが、肺炎で体調を崩して2021年1月10日未明に死去した。

## 最高幹部
- 会長：中野太郎 - 元五代目山口組若頭補佐、元二代目山健組舎弟頭補佐、元初代健竜会相談役、1936年10月30日[1]-2021年1月10日[2]、大分県日田市出身[3]。
- 副会長：弘田憲二 - 弘田組組長。2002年4月に天野組組員により沖縄で射殺された。
- 若頭：山下重夫 - 山重組組長。1999年9月、宅見組傘下の幹部組員ら4人によって射殺された。
- 本部長：近藤大恵 - 徳心会会長。
- 若頭補佐：吉野和利 - 宅見若頭射殺事件の総指揮をとった人物。

## 所属直系団体
- 弘田組
- 至龍会
- 三笠組
- 加藤総業
- 徳心会

## 主な出身者
- 会長代行・井奥文夫（井奥会会長） - 後に六代目山口組若中-絶縁